# Fregata
Fregata is een geslacht van vogels uit de familie van de fregatvogels (Fregatidae). De wetenschappelijke naam van het geslacht is voor het eerst geldig gepubliceerd in 1799 door Lacépède.

## Soorten
De volgende soorten zijn bij het geslacht ingedeeld:
- Fregata andrewsi – Witbuikfregatvogel
- Fregata aquila – Ascensionfregatvogel
- Fregata ariel – Kleine fregatvogel
- Fregata magnificens – Amerikaanse fregatvogel
- Fregata minor – Grote fregatvogel